# Crenilabium exile
Crenilabium exile is een slakkensoort uit de familie van de Acteonidae. De wetenschappelijke naam van de soort is voor het eerst geldig gepubliceerd in 1870 door Jeffreys.